# هيروشي هاسيغاوا
هيروشي هاسيغاوا (باليابانية: 長谷川 宏) هو متسابق دراجات نارية ياباني. نافس في سباقات بطولة العالم لفئة 250 سي سي ولفئة 50 سي سي. بدأ المنافسة في بطولة العالم سنة 1963 مع فريق ياماها موتور. أفضل موسم له كان موسم سنة 1966 عندما جاء في المركز العاشر في بطولة العالم لفئة 250 سي سي.